# Бусловское
Бусловское (фин. Houninjärvi) — пресноводное озеро на территории Селезнёвского сельского поселения Выборгского района Ленинградской области.

## Общие сведения
Площадь озера — 1,3 км², площадь водосборного бассейна — 27 км². Располагается на высоте 27,7 метров над уровнем моря.
Форма озера продолговатая: оно почти на четыре километра вытянуто с северо-запада на юго-восток. Берега каменисто-песчаные, местами заболоченные.
Через озеро течёт река Бусловка, впадающая в реку Селезнёвку, которая, в свою очередь, впадает в Выборгский залив Финского залива.
Ближе к юго-восточной оконечности озера расположен один небольшой остров без названия.
Вдоль северо-восточного берега Бусловского проходит линия железной дороги Санкт-Петербург — Выборг — Хельсинки.
Населённые пункты вблизи водоёма отсутствуют.
Код объекта в государственном водном реестре — 01040300511102000009506.